# Víctor Álvarez
Víctor Guillermo Álvarez Delgado (Barcelona, 14 april 1993) is een Spaans voetballer die bij voorkeur als linksback speelt. Hij stroomde in 2011 door vanuit de jeugd van Espanyol.

## Clubcarrière
Álvarez werd geboren in Barcelona. Hij werd in 2007 opgenomen in de jeugdopleiding van Espanyol. Daarvoor speelde hij in die van FC Barcelona. Op 6 maart 2011 maakte Álvarez zijn debuut voor het eerste team, toen hij tegen UD Levante het veld in mocht als invaller voor David García.
1 García ·
3 Gómez  ·
4 Kumbulla ·
5 Calero ·
6 Cabrera ·
7 Puado ·
8 Expósito ·
9 Véliz ·
10 Lozano ·
11 Milla ·
12 Tejero ·
13 Pacheco ·
14 Oliván ·
15 Gragera ·
16 Cheddira ·
17 Carreras ·
18 Aguado ·
19 Sánchez ·
20 Král ·
22 Romero ·
23 El Hilali ·
24 Cardona ·
31 Roca ·
33 Fortuño ·
37 Ünüvar ·
Coach: González